# Ladîjîn
Ladîjîn (în ucraineană Ладижин) este orașul raional de reședință al raionului Ladîjîn din orașul regional Ladîjîn, regiunea Vinnița, Ucraina. În afara localității principale, nu cuprinde și alte sate.

## Demografie
Componența lingvistică a orașului Ladîjîn
     Ucraineană (87,89%)
     Rusă (11,69%)
     Alte limbi (0,2%)
Conform recensământului din 2001, majoritatea populației orașului Ladîjîn era vorbitoare de ucraineană (87,89%), existând în minoritate și vorbitori de rusă (11,69%).

## Personalități născute aici
- Aleksandr Rozenberg (n. 1967), om politic.